# Olimpíada Brasileira de Biologia
A Olimpíada Brasileira de Biologia (OBB) é uma olimpíada de conhecimento para estudantes do ensino médio. Foi fundada em 2004 e é organizada pelo Instituto Butantan. Antes, era organizada pela Associação Nacional de Biossegurança (ANBio).
Os principais objetivos das OBB são estimular o interesse ativo em estudos biológicos e aproximar a universidade do ensino médio de biologia, diminuindo o tempo de defasagem entre as inovações científico-tecnológicas e sua divulgação aos estudantes de nível médio.
Em 2011, o número de participantes foi de 32.000 estudantes de todo o Brasil.
Em 2017, a olimpíada passou a ser organizada pelo Instituto Butantan e conseguiu acima de 40.000 estudantes.

## Fases
- 1ª Fase: Prova composta por 30 testes de múltipla escolha abordando todo o conteúdo de biologia contido no link (conteúdo programático) do site da OBB.
- 2ª Fase: Prova composta por 100 testes de múltipla escolha, abordando o mesmo conteúdo programático da 1ª Fase.
- 3ª Fase: Os alunos classificados para a 3ª fase serão capacitados e avaliados nas atividades práticas por uma equipe composta por pesquisadores e educadores do Instituto Butantan. Essa avaliação corresponderá a 50% da nota final da 3ª Fase.Os alunos ainda farão uma prova composta por 20 questões de múltipla escolha elaborada pela equipe Butantan, onde cada questão apresentará 4 proposições que deverão ser classificadas como Verdadeiras ou Falsas.

## Classificação
- 1ª Fase: O caráter dessa prova será classificatório para a 2ª Fase e somente poderão participar da 2ª Fase, os alunos que obtiverem o número de acertos igual ou superior ao da nota de corte, que é divulgado no site da OBB.
- 2ª Fase: Somente os 15 primeiros colocados (do primeiro ao décimo quinto) nesta fase poderão participar da 3ª Fase, que ocorrerá no Instituto Butantan.
- 3ª Fase: Quatro alunos (do primeiro ao quarto classificados na atual OBB) serão selecionados para representar o Brasil na atual IBO, quatro alunos (do quinto ao oitavo classificados na atual OBB) serão selecionados para representar o Brasil na atual OIAB e dois alunos (do nono ao décimo classificados na atual OBB) serão escolhidos como suplentes, no caso de algum dos classificados finais não poder participar das olimpíadas internacionais.